# Baccalauréat professionnel
Pour des articles plus généraux, voir Baccalauréat en France et Lycée professionnel.
Le baccalauréat professionnel (souvent abrégé bac pro, aussi désigné par l'acronyme BCP) est une des trois filières du baccalauréat français. Il a été mis en place par la loi programme du 23 décembre 1985 sur l’enseignement technologique et professionnel. Le baccalauréat professionnel est obtenu en trois ans après la fin de la classe de troisième des collèges ou deux ans après le certificat d'aptitude professionnelle (CAP).

## Histoire
Le baccalauréat professionnel a été créé en 1985 sur proposition de la Mission nationale École - Entreprises présidée par Daniel Bloch. Le ministre de l'Éducation nationale était alors Jean-Pierre Chevènement et Roland Carraz, secrétaire d’État à l'Enseignement technique et technologique.
Le concept de baccalauréat professionnel a émergé assez naturellement dans le contexte de la fin des années 1970 et du début des années 1980. Il y a eu tout d’abord l’accord passé, en février 1979, entre le ministre de l'Éducation nationale, Christian Beullac et la Fédération de l'Éducation nationale (FEN) et son secrétaire général André Henry. Cet accord permettait d’introduire des « séquences éducatives en entreprises » dans les formations techniques et professionnelles proposées par l’Éducation nationale. Il y a eu ensuite la nomination de Jean-Pierre Chevènement comme ministre de l'Éducation nationale. Celui-ci avait été sensibilisé, alors qu’il était ministre de la Recherche et de la Technologie (1981-1982), mais plus encore ministre de la Recherche et de l'Industrie (1982-1983) aux conséquences négatives pour notre économie du faible niveau de formation de la population active. Il y a eu enfin la désignation en 1984 de Laurent Fabius comme Premier ministre, lui-même ayant été confronté à ces mêmes difficultés dans ses fonctions précédentes de ministre de l’Industrie et de la Recherche, puis de la Modernisation industrielle (1983-1984), ce qui l'a conduit à prendre des initiatives significatives comme celle consistant à développer massivement des « jumelages » entre les écoles et des entreprises.
Jean-Pierre Chevènement, nommé le 19 juillet 1984 ministre de l’Éducation nationale, crée le 1er octobre 1984 une Mission nationale École-Entreprise dont le Président sera Daniel Bloch, alors président de l'Institut polytechnique de Grenoble. Outre le pilotage des jumelages Écoles-Entreprises, cette Mission se voyait confier des objectifs ambitieux : « étudier les défauts de cohérence entre l’École et l’Économie, dresser, sans complaisance, les bilans des formations initiales, réfléchir au fonctionnement des instances consultatives, proposer des procédures pour renforcer les liens avec l’entreprise et améliorer le dispositif d’orientation des élèves ». Ses propositions ont constitué le cœur de la loi programme du 23 décembre 1985 sur l’enseignement technologique et professionnel. Parmi ses nombreuses propositions figure la création du baccalauréat professionnel.
Plusieurs études prospectives ont alors été réalisées, avec le soutien du Bureau d’information et de prévision économique (BIPE), sur les niveaux de formation de la population active nécessaires à l’horizon 2000 et par voie de conséquence sur les flux et niveaux de sortie du système éducatif. On envisageait, à la direction des Lycées, dès l’été 1984, de développer quantitativement les premières d’adaptation, pour conduire des titulaires d’un BEP à un baccalauréat technique, mais aussi de développer un diplôme préexistant, de niveau supérieur à celui du BEP, le brevet de technicien en autorisant sa préparation au sein des lycées d’enseignement professionnel. L’ensemble des mesures envisagées visait, modestement, à élever en dix ans de 10 points le taux d’accès au « niveau du baccalauréat ».
La mission École-Entreprise a fixé un objectif plus ambitieux, doubler ce taux d'accès, en conduisant 80 % de la classe d’âge « au niveau du baccalauréat » soit environ 75 % au baccalauréat lui-même. Parmi les mesures proposées pour atteindre cet objectif figure au premier rang la création du baccalauréat professionnel. Il s’agissait de mettre en place dans les lycées professionnels de classes de 1re et de terminale professionnelles accessibles aux titulaires d’un BEP, et plus exceptionnellement d’un CAP, afin de les conduire à ce nouveau baccalauréat. La préparation du baccalauréat professionnel nécessitait alors quatre années au-delà de la classe de 3e des collèges : deux années pour préparer un Brevet d’études professionnelles (BEP), puis deux autres années pour pouvoir, à leur terme, être apte à passer les épreuves du baccalauréat. Il s’agissait également de mettre à contribution les entreprises pour mettre en œuvre la formation envisagée.
Au sein du ministère de l’Éducation nationale, le baccalauréat professionnel devait ainsi constituer le premier diplôme de formation professionnelle initiale préparé en alternance école-entreprise. Le ministre de l’Éducation nationale, Jean-Pierre Chevènement, avait dès le début du mois de janvier 1985 été convaincu du bien-fondé de cette proposition. Cependant les services ministériels et le secrétariat d’État à l’Enseignement technique ne l’avaient pas, un mois plus tard, réellement pris en compte, de sorte qu’une réunion restreinte du cabinet de Jean-Pierre Chevènement et du cabinet du secrétaire d’État à l’Enseignement technique fut rapidement organisée, sous la présidence de Jean-Pierre Chevènement. Elle se tint le 28 février 1985. Et, à cette réunion, fut présenté en détail ce nouveau concept et les résultats que l’on pouvait en attendre. Le « feu vert officiel » de Jean-Pierre Chevènement est alors donné et le projet de loi-programme est reformulé par le secrétariat d'État à l'Enseignement technique en prenant en compte l’ensemble des objectifs proposés par la mission École-Entreprise, en leur associant les moyens nécessaires à leur réalisation. Mais il restait beaucoup à faire, au début du mois de mars 1985, pour convaincre non seulement les « partenaires » sociaux, mais aussi l’administration centrale ainsi que la majorité des inspecteurs généraux concernés.
Le principe de création d’un baccalauréat professionnel avait été soutenu, dès le départ, au prix parfois de quelques réserves, par la Confédération française démocratique du travail (CFDT), le Syndicat national de l'enseignement supérieur (SNESUP), la Confédération française de l'encadrement - Confédération générale des cadres (CFE-CGC), la Confédération générale des petites et moyennes entreprises (CGPME), l’Assemblée permanente des Chambres de commerce et d'industrie (APCCI), l’Union des industries métallurgiques et minières (UIMM) et le Conseil national du patronat français (CNPF), mais il restait à convaincre non seulement les autres « partenaires » sociaux, mais plus encore l’administration centrale ainsi que l’Inspection générale. L’opposition de la Confédération française des travailleurs chrétiens (CFTC), de la Confédération générale du travail (CGT), de Force Ouvrière (FO), du Syndicat national de l’enseignement secondaire (SNES), syndicat majoritaire dans les lycées et collèges, a mis un certain temps à être résolue.
La décision de création du baccalauréat professionnel a été confirmée au niveau gouvernemental par le Premier ministre, Laurent Fabius, le 22 avril 1985, à la suite de négociations avec la Fédération de l'Éducation nationale (FEN) portant sur les statuts et rémunérations des enseignants des lycées d'enseignement professionnel. Ces négociations ont permis aux enseignants des lycées professionnels d’accéder aux mêmes grilles de rémunération que celles correspondant aux personnels enseignants dans les lycées, ce qui n’était que justice dès lors que les lycées d’enseignement professionnel préparaient aussi au baccalauréat.
La mise en place effective, dès septembre 1985, de formations conduisant à ce baccalauréat s’effectue dans le cadre d’une circulaire datée de juillet 1985. Le baccalauréat professionnel est créé par un décret du 27 novembre 1985 alors que la loi-programme dans laquelle était inscrite sa création n'est promulguée que le 23 décembre 1985. Ce calendrier a impliqué que personne n’ait attendu ni circulaire, ni décret, ni loi pour faire, dès le début du mois de mars 1985, ce qui était nécessaire pour qu’il y ait quelques classes avec des élèves dès septembre 1985. Il fallait faire vite car certaines échéances électorales étaient proches. René Monory qui devait succéder en 1986 à Jean-Pierre Chevènement aurait pu mettre fin à cette « expérience » qui au départ ne concernait que quelques centaines d’élèves. Bien au contraire, il a contribué à l’étendre et à la pérenniser. Les lycées professionnels sont alors, au moins pour un temps, sauvés et le niveau de formation professionnelle de la population française peut monter d’un cran. La première promotion sort en juillet 1987, et en juillet 2012, le cap des 2 000 000 diplômés est franchi. L'examen se passe après deux années en lycée professionnel, elles-mêmes après un Brevet d'études professionnelles ou un Certificat d'aptitude professionnelle. Le diplôme est donc obtenu en quatre ans après la classe de quatrième ou de  troisième.
À la rentrée 2009, sa durée de préparation passe à 3 ans. Et en 2021, le BEP est supprimé.

## Organisation
| Niv 4 Bac +0 17 |                                   | Baccalauréat général Arts, SES, SVT, HGGSP, Humanités, LCA, LLCE, Maths, PC, NSI, SVT, SITerminale générale |                                   | Baccalauréat technologique STAV, ST2S, STD2A, STMG, S2TMD, STI2D, STHR, STLTerminale technologique |                     | Baccalauréat professionnel Alimentaire, Vente, Beauté, Bâtiment, Santé, Design, Véhicules, NumériqueTerminale professionnelle | BMA                                   | BP                                    | CS5 CS4 CS3                           | BM                                    | BTM |
| Niv 3 16        | Première générale                 | Première technologique                                                                                      | Première professionnelle          | CAP 2e année                                                                                       | CAP 2e année        | CAP 2e année | CAP 2e année                          | CAP 2e année                          |                                       |                                       |     |
| 15              | Seconde générale et technologique | Seconde générale et technologique                                                                           | Seconde générale et technologique | Seconde professionnelle                                                                            | CAP 1re année       | CAP 1re année | CAP 1re année                         | CAP 1re année                         | CAP 1re année                         |                                       |     |
| RNCP Âge        | Lycée général                     | | Lycée technologique               | | Lycée professionnel | Centre de formation d'apprentis (CFA)                                                                                         | Centre de formation d'apprentis (CFA) | Centre de formation d'apprentis (CFA) | Centre de formation d'apprentis (CFA) | Centre de formation d'apprentis (CFA) |     |

Depuis plusieurs années, l'Union des industries et métiers de la métallurgie avait obtenu le droit de faire passer le baccalauréat professionnel en trois ans en sortie de 3e, sans le prérequis du BEP, au sein de ses Centres de formation d'apprentis de l'industrie (CFAI). L'idée était :
- de recruter des candidats ayant un bon niveau en 3e, capable d'avoir le diplôme en trois ans au lieu de quatre, et donc d'aller chercher des candidats choisissant la filière professionnelle par choix et non par dépit ;
- de diminuer le nombre d'heures d'enseignement pour obtenir le diplôme, et donc faire des économies.

L'organisation a été étendue à tous les lycées professionnels et CFA, ce qui a pour effet de fermer des sections de BEP, en cohérence avec la diminution programmée du nombre d'enseignants.
Le baccalauréat professionnel est un diplôme de niveau IV. Le diplôme est accompagné d’une spécialité. Il en existe 91. Dans cette nouvelle organisation, les élèves intègrent la seconde de baccalauréat professionnel après la troisième, certains pouvant intégrer la filière en première après un CAP.

### Préparation

Le baccalauréat professionnel dans les études secondaires en France

Le baccalauréat professionnel peut être préparé par trois voies différentes :
- par la voie scolaire dans un lycée professionnel, la formation dure alors trois ans[5] ;
- par la voie de l’alternance (contrat d'apprentissage, contrat de professionnalisation), la durée de la formation dispensée en centre de formation d'apprentis ou section d'apprentissage est au moins égale à 1 850 heures[6] ;
- par la voie de la formation professionnelle continue ;
- par la voie de l'enseignement à distance (par correspondance), éligible au titre de la formation professionnelle continue.

La formation comporte une période en milieu professionnel comprise entre 12 et 24 semaines.

#### Classe de seconde
À partir de la rentrée 2019, la classe de seconde professionnelle est réformée dans le cadre d'une réforme générale de la voie professionnelle. Elle se compose d'enseignements professionnels, d'enseignements généraux ainsi que d'accompagnement personnalisé.
À noter qu'aux 900 heures d'enseignement s'ajoutent 6 semaines de période de formation en milieu professionnel (PFMP), obligatoires pour l'obtention du baccalauréat.
| Discipline                                                                             | Horaires annuels | Horaires hebdomadaires indicatifs |
| -------------------------------------------------------------------------------------- | ---------------- | --------------------------------- |
|                                                                                        |                  |                                   |
| Enseignements professionnels : 450 heures annuelles (15 heures hebdomadaires)          |                  |                                   |
| Enseignement professionnel                                                             | 330 heures       | 11 heures                         |
| Enseignements professionnels et français en co-intervention                            | 30 heures        | 1 heure                           |
| Enseignements professionnels et mathématiques en co-intervention                       | 30 heures        | 1 heure                           |
| Prévention-santé-environnement                                                         | 30 heures        | 1 heure                           |
| Économie-gestion ou Économie-droit (selon la spécialité)                               | 30 heures        | 1 heure                           |
|                                                                                        |                  |                                   |
| Enseignements généraux : 360 heures annuelles (12 heures hebdomadaires)                |                  |                                   |
| Français, histoire-géographie et enseignement moral et civique                         | 105 heures       | 3 heures 30                       |
| Éducation physique et sportive                                                         | 75 heures        | 2 heures 30                       |
| Langue vivante A                                                                       | 60 heures        | 2 heures                          |
| Mathématiques                                                                          | 45 heures        | 1 heure 30                        |
| Physique-chimie ou Langue vivante B (selon la spécialité)                              | 45 heures        | 1 heure 30                        |
| Arts appliqués et culture artistique                                                   | 30 heures        | 1 heure                           |
|                                                                                        |                  |                                   |
| Consolidation, accompagnement personnalisé et accompagnement au choix de l'orientation | 90 heures        | 3 heures                          |
|                                                                                        |                  |                                   |
| Total                                                                                  | 900 heures       | 30 heures                         |

#### Classe de première
À partir de la rentrée 2020, la classe de première professionnelle est réformée dans le cadre d'une réforme générale de la voie professionnelle. Elle se compose d'enseignements professionnels, d'enseignements généraux ainsi que d'accompagnement personnalisé.
À noter qu'aux 840 heures d'enseignement s'ajoutent 8 semaines de période de formation en milieu professionnel (PFMP), obligatoires pour l'obtention du baccalauréat.
| Discipline                                                                             | Horaires annuels | Horaires hebdomadaires indicatifs |
| -------------------------------------------------------------------------------------- | ---------------- | --------------------------------- |
|                                                                                        |                  |                                   |
| Enseignements professionnels : 420 heures annuelles (15 heures hebdomadaires)          |                  |                                   |
| Enseignement professionnel                                                             | 266 heures       | 9 heures 30                       |
| Réalisation d'un chef-d'œuvre                                                          | 56 heures        | 2 heures                          |
| Enseignements professionnels et français en co-intervention                            | 28 heures        | 1 heure                           |
| Prévention-santé-environnement                                                         | 28 heures        | 1 heure                           |
| Économie-gestion ou Économie-droit (selon la spécialité)                               | 28 heures        | 1 heure                           |
| Enseignements professionnels et mathématiques-sciences en co-intervention              | 14 heures        | 0 heure 30                        |
|                                                                                        |                  |                                   |
| Enseignements généraux : 336 heures annuelles (12 heures hebdomadaires)                |                  |                                   |
| Français, histoire-géographie et enseignement moral et civique                         | 84 heures        | 3 heures                          |
| Éducation physique et sportive                                                         | 70 heures        | 2 heures 30                       |
| Langue vivante A                                                                       | 56 heures        | 2 heures                          |
| Mathématiques                                                                          | 56 heures        | 2 heures                          |
| Physique-chimie ou Langue vivante B (selon la spécialité)                              | 42 heures        | 1 heure 30                        |
| Arts appliqués et culture artistique                                                   | 28 heures        | 1 heure                           |
|                                                                                        |                  |                                   |
| Consolidation, accompagnement personnalisé et accompagnement au choix de l'orientation | 84 heures        | 3 heures                          |
|                                                                                        |                  |                                   |
| Total                                                                                  | 840 heures       | 30 heures                         |

#### Classe de terminale
À partir de la rentrée 2021, la classe de terminale professionnelle est réformée dans le cadre d'une réforme générale de la voie professionnelle. Elle se compose d'enseignements professionnels, d'enseignements généraux ainsi que d'accompagnement personnalisé.
À noter qu'aux 780 heures d'enseignement s'ajoutent 8 semaines de période de formation en milieu professionnel (PFMP), obligatoires pour l'obtention du baccalauréat.
| Discipline | Horaires annuels | Horaires hebdomadaires indicatifs |
| --- | ---------------- | --------------------------------- |
| |                  |                                   |
| Enseignements professionnels : 390 heures annuelles (15 heures hebdomadaires)                                                                             |                  |                                   |
| Enseignement professionnel | 260 heures       | 10 heures                         |
| Réalisation d'un chef-d'œuvre | 52 heures        | 2 heures                          |
| Enseignements professionnels et enseignements généraux en co-intervention et/ou Atelier de philosophie et/ou Insertion professionnelle-Poursuite d'études | 26 heures        | 1 heure                           |
| Prévention-santé-environnement | 26 heures        | 1 heure                           |
| Économie-gestion ou Économie-droit (selon la spécialité)                                                                                                  | 26 heures        | 1 heure                           |
| |                  |                                   |
| Enseignements généraux : 299 heures annuelles (11 heures 30 hebdomadaires)                                                                                |                  |                                   |
| Français, histoire-géographie et enseignement moral et civique                                                                                            | 78 heures        | 3 heures                          |
| Éducation physique et sportive | 65 heures        | 2 heures 30                       |
| Langue vivante A | 52 heures        | 2 heures                          |
| Mathématiques | 39 heures        | 1 heure 30                        |
| Physique-chimie ou Langue vivante B (selon la spécialité)                                                                                                 | 39 heures        | 1 heure 30                        |
| Arts appliqués et culture artistique | 26 heures        | 1 heure                           |
| |                  |                                   |
| Consolidation, accompagnement personnalisé et accompagnement au choix de l'orientation                                                                    | 91 heures        | 3 heures 30                       |
| |                  |                                   |
| Total | 780 heures       | 30 heures                         |

### Conditions de délivrance
Le baccalauréat professionnel est obtenu soit par le succès à un examen; soit par la validation des acquis de l’expérience.

#### Examen
L’examen du baccalauréat professionnel comporte :
1. Sept épreuves obligatoires et, le cas échéant, une épreuve facultative.
2. Une épreuve de contrôle (ECT)[9], c'est-à-dire un rattrapage.

Le baccalauréat professionnel est délivré aux candidats qui ont présenté l’ensemble des unités constitutives du diplôme, à l’exception de celles dont ils ont été dispensés, et qui ont obtenu une moyenne générale supérieure ou égale à 10 sur 20. Les résultats définitifs des évaluations résultent de la délibération du jury souverain.
Si le candidat a une moyenne générale inférieure à 10, mais supérieure ou égale à 8 et s'il a une note supérieure ou égale à 10 dans l'épreuve pratique professionnelle, il peut alors passer l'épreuve de contrôle.

#### Mentions
Les mentions ne concernent que les candidats qui ont obtenu une moyenne supérieure ou égale à 12 à l’issue du premier groupe.
- mention « Assez bien » : moyenne supérieure ou égale à 12 et inférieure à 14 ;
- mention « Bien » : moyenne supérieure ou égale à 14 et inférieure à 16 ;
- mention « Très bien » : moyenne supérieure ou égale à 16.

#### Caractère universitaire du diplôme
En plus du diplôme proprement dit, le baccalauréat correspond au premier grade universitaire.

## Débouchés
Le baccalauréat professionnel, du fait de son caractère professionnalisant, permet une entrée dans la vie active assez rapide. Cependant, de plus en plus les bacheliers continuent leurs études afin d'obtenir un Brevet de technicien supérieur (BTS) ou un Diplôme universitaire de technologie (DUT), parfois à l'Université en vue d'une licence professionnelle, et pour les secteurs tertiaires et industriels, il existe des Classes préparatoires économiques et commerciales (EC voie Technologique - ECT) et des Classes préparatoires scientifiques (Technologie et Sciences Industrielles - TSI), adaptées aux bacheliers professionnels, avec un calendrier de cours répartis sur trois ans.
Une étude du Céreq publiée en octobre 2023 a reconstitué les parcours de 213 500 jeunes entrés dans un cursus de baccalauréat professionnel à partir de l'enquête Génération. Cette étude mesure notamment que plus de la moitié des jeunes entrés en bac pro débutent dans la vie active avec leur bac comme plus haut diplôme. 77% des jeunes qui ont complété leur bac pro par un autre diplôme professionnel (mention complémentaire, CAP, brevet professionnel, etc.) ont un parcours dominé par l’emploi (34 mois sur 40 en emploi), contre 55% pour les diplômés entrés directement sur le marché du travail après leur bac pro.

## Familles de métiers du baccalauréat professionnel
À partir de la rentrée 2021, il existe 91 spécialités de baccalauréat professionnel et 25 options soit 116 formations différentes :
| Ministère de tutelle                                             | Familles de métiers (classe de seconde)                                  | Spécialités                                                                          | Options                                                             |
| ---------------------------------------------------------------- | ------------------------------------------------------------------------ | ------------------------------------------------------------------------------------ | ------------------------------------------------------------------- |
| Ministère de l'Éducation nationale, de la Jeunesse et des Sports | Métiers de l'aéronautique                                                | Aéronautique                                                                         | Avionique                                                           |
| Ministère de l'Éducation nationale, de la Jeunesse et des Sports | Métiers de l'aéronautique                                                | Aéronautique                                                                         | Système                                                             |
| Ministère de l'Éducation nationale, de la Jeunesse et des Sports | Métiers de l'aéronautique                                                | Aéronautique                                                                         | Structure                                                           |
| Ministère de l'Éducation nationale, de la Jeunesse et des Sports | Métiers de l'aéronautique                                                | Aviation générale                                                                    |                                                                     |
| Ministère de l'Éducation nationale, de la Jeunesse et des Sports | Métiers de l'alimentation                                                | Boucher-charcutier-traiteur                                                          | Boucher-charcutier-traiteur                                         |
| Ministère de l'Éducation nationale, de la Jeunesse et des Sports | Métiers de l'alimentation                                                | Boulanger-traiteur                                                                   |                                                                     |
| Ministère de l'Éducation nationale, de la Jeunesse et des Sports | Métiers de l'alimentation                                                | Poissonnier-écailler-traiteur                                                        |                                                                     |
| Ministère de l'Éducation nationale, de la Jeunesse et des Sports | Métiers de l'hôtellerie et de la restauration                            | Commercialisation et services en restauration                                        | Commercialisation et services en restauration                       |
| Ministère de l'Éducation nationale, de la Jeunesse et des Sports | Métiers de l'hôtellerie et de la restauration                            | Cuisine                                                                              |                                                                     |
| Ministère de l'Éducation nationale, de la Jeunesse et des Sports | Métiers de la beauté et bien-être                                        | Esthétique, cosmétique, parfumerie                                                   | Esthétique, cosmétique, parfumerie                                  |
| Ministère de l'Éducation nationale, de la Jeunesse et des Sports | Métiers de la beauté et bien-être                                        | Métiers de la coiffure                                                               |                                                                     |
| Ministère de l'Éducation nationale, de la Jeunesse et des Sports | Métiers de la construction durable, du bâtiment et des travaux publics   | Aménagement et finition du bâtiment                                                  | Aménagement et finition du bâtiment                                 |
| Ministère de l'Éducation nationale, de la Jeunesse et des Sports | Métiers de la construction durable, du bâtiment et des travaux publics   | Interventions sur le patrimoine bâti                                                 | Maçonnerie                                                          |
| Ministère de l'Éducation nationale, de la Jeunesse et des Sports | Métiers de la construction durable, du bâtiment et des travaux publics   | Interventions sur le patrimoine bâti                                                 | Charpente                                                           |
| Ministère de l'Éducation nationale, de la Jeunesse et des Sports | Métiers de la construction durable, du bâtiment et des travaux publics   | Interventions sur le patrimoine bâti                                                 | Couverture                                                          |
| Ministère de l'Éducation nationale, de la Jeunesse et des Sports | Métiers de la construction durable, du bâtiment et des travaux publics   | Menuiserie aluminium-verre                                                           |                                                                     |
| Ministère de l'Éducation nationale, de la Jeunesse et des Sports | Métiers de la construction durable, du bâtiment et des travaux publics   | Ouvrages du bâtiment : métallerie                                                    |                                                                     |
| Ministère de l'Éducation nationale, de la Jeunesse et des Sports | Métiers de la construction durable, du bâtiment et des travaux publics   | Technicien du bâtiment : organisation et réalisation du gros œuvre                   |                                                                     |
| Ministère de l'Éducation nationale, de la Jeunesse et des Sports | Métiers de la construction durable, du bâtiment et des travaux publics   | Travaux publics                                                                      |                                                                     |
| Ministère de l'Éducation nationale, de la Jeunesse et des Sports | Métiers de la gestion administrative, des transports et de la logistique | Assistance à la gestion des organisations et à leurs activités                       | Assistance à la gestion des organisations et à leurs activités      |
| Ministère de l'Éducation nationale, de la Jeunesse et des Sports | Métiers de la gestion administrative, des transports et de la logistique | Logistique                                                                           |                                                                     |
| Ministère de l'Éducation nationale, de la Jeunesse et des Sports | Métiers de la gestion administrative, des transports et de la logistique | Organisation de transports de marchandises                                           |                                                                     |
| Ministère de l'Éducation nationale, de la Jeunesse et des Sports | Métiers de la maintenance des matériels et des véhicules                 | Maintenance des matériels                                                            | Matériels agricoles                                                 |
| Ministère de l'Éducation nationale, de la Jeunesse et des Sports | Métiers de la maintenance des matériels et des véhicules                 | Maintenance des matériels                                                            | Matériels de construction et de manutention                         |
| Ministère de l'Éducation nationale, de la Jeunesse et des Sports | Métiers de la maintenance des matériels et des véhicules                 | Maintenance des matériels                                                            | Matériels d'espaces verts                                           |
| Ministère de l'Éducation nationale, de la Jeunesse et des Sports | Métiers de la maintenance des matériels et des véhicules                 | Maintenance des véhicules                                                            | Voitures particulières                                              |
| Ministère de l'Éducation nationale, de la Jeunesse et des Sports | Métiers de la maintenance des matériels et des véhicules                 | Maintenance des véhicules                                                            | Véhicules de transport routier                                      |
| Ministère de l'Éducation nationale, de la Jeunesse et des Sports | Métiers de la maintenance des matériels et des véhicules                 | Maintenance des véhicules                                                            | Motocycles                                                          |
| Ministère de l'Éducation nationale, de la Jeunesse et des Sports | Métiers de la réalisation de produits mécaniques                         | Fonderie                                                                             | Fonderie                                                            |
| Ministère de l'Éducation nationale, de la Jeunesse et des Sports | Métiers de la réalisation de produits mécaniques                         | Microtechniques                                                                      |                                                                     |
| Ministère de l'Éducation nationale, de la Jeunesse et des Sports | Métiers de la réalisation de produits mécaniques                         | Technicien en réalisation de produits mécaniques                                     | Réalisation et suivi de production                                  |
| Ministère de l'Éducation nationale, de la Jeunesse et des Sports | Métiers de la réalisation de produits mécaniques                         | Technicien en réalisation de produits mécaniques                                     | Réalisation et maintenance des outillages                           |
| Ministère de l'Éducation nationale, de la Jeunesse et des Sports | Métiers de la réalisation de produits mécaniques                         | Technicien en chaudronnerie industrielle                                             |                                                                     |
| Ministère de l'Éducation nationale, de la Jeunesse et des Sports | Métiers de la réalisation de produits mécaniques                         | Technicien modeleur                                                                  |                                                                     |
| Ministère de l'Éducation nationale, de la Jeunesse et des Sports | Métiers de la réalisation de produits mécaniques                         | Traitements des matériaux                                                            |                                                                     |
| Ministère de l'Éducation nationale, de la Jeunesse et des Sports | Métiers de la relation client                                            | Métiers de l'accueil                                                                 | Métiers de l'accueil                                                |
| Ministère de l'Éducation nationale, de la Jeunesse et des Sports | Métiers de la relation client                                            | Métiers du commerce et de la vente                                                   | Animation et gestion de l'espace commercial                         |
| Ministère de l'Éducation nationale, de la Jeunesse et des Sports | Métiers de la relation client                                            | Métiers du commerce et de la vente                                                   | Prospection clientèle et valorisation de l'offre commerciale        |
| Ministère de l'Éducation nationale, de la Jeunesse et des Sports | Métiers des études et de la modélisation numérique du bâtiment           | Technicien d'études du bâtiment                                                      | Études et économie                                                  |
| Ministère de l'Éducation nationale, de la Jeunesse et des Sports | Métiers des études et de la modélisation numérique du bâtiment           | Technicien d'études du bâtiment                                                      | Assistant en architecture                                           |
| Ministère de l'Éducation nationale, de la Jeunesse et des Sports | Métiers des études et de la modélisation numérique du bâtiment           | Technicien géomètre-topographe                                                       |                                                                     |
| Ministère de l'Éducation nationale, de la Jeunesse et des Sports | Métiers des industries graphiques et de la communication                 | Façonnage de produits imprimés, routage                                              | Façonnage de produits imprimés, routage                             |
| Ministère de l'Éducation nationale, de la Jeunesse et des Sports | Métiers des industries graphiques et de la communication                 | Réalisation de produits imprimés et plurimédia                                       | Productions graphiques                                              |
| Ministère de l'Éducation nationale, de la Jeunesse et des Sports | Métiers des industries graphiques et de la communication                 | Réalisation de produits imprimés et plurimédia                                       | Productions imprimées                                               |
| Ministère de l'Éducation nationale, de la Jeunesse et des Sports | Métiers du bois                                                          | Étude et réalisation d'agencement                                                    | Étude et réalisation d'agencement                                   |
| Ministère de l'Éducation nationale, de la Jeunesse et des Sports | Métiers du bois                                                          | Technicien de fabrication bois et matériaux associés                                 |                                                                     |
| Ministère de l'Éducation nationale, de la Jeunesse et des Sports | Métiers du bois                                                          | Technicien menuisier agenceur                                                        |                                                                     |
| Ministère de l'Éducation nationale, de la Jeunesse et des Sports | Métiers du numérique et de la transition énergétique                     | Maintenance et efficacité énergétique                                                | Maintenance et efficacité énergétique                               |
| Ministère de l'Éducation nationale, de la Jeunesse et des Sports | Métiers du numérique et de la transition énergétique                     | Métiers du froid et de ses énergies renouvelables                                    |                                                                     |
| Ministère de l'Éducation nationale, de la Jeunesse et des Sports | Métiers du numérique et de la transition énergétique                     | Systèmes numériques                                                                  | Sûreté et sécurité des infrastructures de l'habitat et du tertiaire |
| Ministère de l'Éducation nationale, de la Jeunesse et des Sports | Métiers du numérique et de la transition énergétique                     | Systèmes numériques                                                                  | Audiovisuels, réseau et équipements domestiques                     |
| Ministère de l'Éducation nationale, de la Jeunesse et des Sports | Métiers du numérique et de la transition énergétique                     | Systèmes numériques                                                                  | Réseaux informatiques et systèmes communicants                      |
| Ministère de l'Éducation nationale, de la Jeunesse et des Sports | Métiers du numérique et de la transition énergétique                     | Technicien en installation des systèmes énergétiques et climatiques                  |                                                                     |
| Ministère de l'Éducation nationale, de la Jeunesse et des Sports | Métiers du pilotage et de la maintenance d'installations automatisées    | Pilote de ligne de production                                                        | Pilote de ligne de production                                       |
| Ministère de l'Éducation nationale, de la Jeunesse et des Sports | Métiers du pilotage et de la maintenance d'installations automatisées    | Procédés de la chimie, de l'eau et des papiers-cartons                               |                                                                     |
| Ministère de l'Éducation nationale, de la Jeunesse et des Sports | Métiers du pilotage et de la maintenance d'installations automatisées    | Technicien de scierie                                                                |                                                                     |
| Ministère de l'Éducation nationale, de la Jeunesse et des Sports | Hors familles de métiers                                                 | Accompagnement, soins et services à la personne                                      | À domicile                                                          |
| Ministère de l'Éducation nationale, de la Jeunesse et des Sports | Hors familles de métiers                                                 | Accompagnement, soins et services à la personne                                      | En structure                                                        |
| Ministère de l'Éducation nationale, de la Jeunesse et des Sports | Hors familles de métiers                                                 | Animation - enfance et personnes âgées                                               |                                                                     |
| Ministère de l'Éducation nationale, de la Jeunesse et des Sports | Hors familles de métiers                                                 | Artisanat et métiers d'art                                                           | Facteur d'orgues - organier                                         |
| Ministère de l'Éducation nationale, de la Jeunesse et des Sports | Hors familles de métiers                                                 | Artisanat et métiers d'art                                                           | Facteur d'orgues - tuyautier                                        |
| Ministère de l'Éducation nationale, de la Jeunesse et des Sports | Hors familles de métiers                                                 | Artisanat et métiers d'art                                                           | Communication visuelle et pluri-média                               |
| Ministère de l'Éducation nationale, de la Jeunesse et des Sports | Hors familles de métiers                                                 | Artisanat et métiers d'art                                                           | Marchandisage visuel                                                |
| Ministère de l'Éducation nationale, de la Jeunesse et des Sports | Hors familles de métiers                                                 | Artisanat et métiers d'art                                                           | Métiers de l'enseigne et de la signalétique                         |
| Ministère de l'Éducation nationale, de la Jeunesse et des Sports | Hors familles de métiers                                                 | Artisanat et métiers d'art                                                           | Tapissier d'ameublement                                             |
| Ministère de l'Éducation nationale, de la Jeunesse et des Sports | Hors familles de métiers                                                 | Artisanat et métiers d'art                                                           | Verrerie scientifique et technique                                  |
| Ministère de l'Éducation nationale, de la Jeunesse et des Sports | Hors familles de métiers                                                 | Conducteur transport routier marchandises                                            |                                                                     |
| Ministère de l'Éducation nationale, de la Jeunesse et des Sports | Hors familles de métiers                                                 | Construction de carrosseries                                                         |                                                                     |
| Ministère de l'Éducation nationale, de la Jeunesse et des Sports | Hors familles de métiers                                                 | Étude et définition de produits industriels                                          |                                                                     |
| Ministère de l'Éducation nationale, de la Jeunesse et des Sports | Hors familles de métiers                                                 | Gestion des pollutions et protection de l'environnement                              |                                                                     |
| Ministère de l'Éducation nationale, de la Jeunesse et des Sports | Hors familles de métiers                                                 | Hygiène, propreté, stérilisation                                                     |                                                                     |
| Ministère de l'Éducation nationale, de la Jeunesse et des Sports | Hors familles de métiers                                                 | Maintenance nautique                                                                 |                                                                     |
| Ministère de l'Éducation nationale, de la Jeunesse et des Sports | Hors familles de métiers                                                 | Métiers de la mode - vêtements                                                       |                                                                     |
| Ministère de l'Éducation nationale, de la Jeunesse et des Sports | Hors familles de métiers                                                 | Métiers de la sécurité                                                               |                                                                     |
| Ministère de l'Éducation nationale, de la Jeunesse et des Sports | Hors familles de métiers                                                 | Métiers du cuir                                                                      | Chaussures                                                          |
| Ministère de l'Éducation nationale, de la Jeunesse et des Sports | Hors familles de métiers                                                 | Métiers du cuir                                                                      | Maroquinerie                                                        |
| Ministère de l'Éducation nationale, de la Jeunesse et des Sports | Hors familles de métiers                                                 | Métiers du cuir                                                                      | Sellerie-garnissage                                                 |
| Ministère de l'Éducation nationale, de la Jeunesse et des Sports | Hors familles de métiers                                                 | Métiers de l'entretien des textiles                                                  | Blanchisserie                                                       |
| Ministère de l'Éducation nationale, de la Jeunesse et des Sports | Hors familles de métiers                                                 | Métiers de l'entretien des textiles                                                  | Pressing                                                            |
| Ministère de l'Éducation nationale, de la Jeunesse et des Sports | Hors familles de métiers                                                 | Métiers et arts de la pierre                                                         |                                                                     |
| Ministère de l'Éducation nationale, de la Jeunesse et des Sports | Hors familles de métiers                                                 | Optique-lunetterie                                                                   |                                                                     |
| Ministère de l'Éducation nationale, de la Jeunesse et des Sports | Hors familles de métiers                                                 | Perruquier-posticheur                                                                |                                                                     |
| Ministère de l'Éducation nationale, de la Jeunesse et des Sports | Hors familles de métiers                                                 | Photographie                                                                         |                                                                     |
| Ministère de l'Éducation nationale, de la Jeunesse et des Sports | Hors familles de métiers                                                 | Plastiques et composites                                                             |                                                                     |
| Ministère de l'Éducation nationale, de la Jeunesse et des Sports | Hors familles de métiers                                                 | Réparation des carrosseries                                                          |                                                                     |
| Ministère de l'Éducation nationale, de la Jeunesse et des Sports | Hors familles de métiers                                                 | Technicien constructeur bois                                                         |                                                                     |
| Ministère de l'Éducation nationale, de la Jeunesse et des Sports | Hors familles de métiers                                                 | Technicien en appareillage orthopédique                                              |                                                                     |
| Ministère de l'Éducation nationale, de la Jeunesse et des Sports | Hors familles de métiers                                                 | Technicien en prothèse dentaire                                                      |                                                                     |
| Ministère de l'Éducation nationale, de la Jeunesse et des Sports | Hors familles de métiers                                                 | Technicien gaz                                                                       |                                                                     |
| Ministère de l'Éducation nationale, de la Jeunesse et des Sports | Hors familles de métiers                                                 | Technicien d'interventions sur installations nucléaires                              |                                                                     |
| Transport fluvial                                                | Hors familles de métiers                                                 |                                                                                      |                                                                     |
| Ministère de l'Agriculture et de l'Alimentation                  | Métiers de l'alimentation - bio-industries - laboratoire                 | Bio-industries de transformation                                                     | Bio-industries de transformation                                    |
| Ministère de l'Agriculture et de l'Alimentation                  | Métiers de l'alimentation - bio-industries - laboratoire                 | Laboratoire contrôle qualité                                                         |                                                                     |
| Ministère de l'Agriculture et de l'Alimentation                  | Métiers de la nature-jardin-paysage-forêt                                | Aménagements paysagers                                                               | Aménagements paysagers                                              |
| Ministère de l'Agriculture et de l'Alimentation                  | Métiers de la nature-jardin-paysage-forêt                                | Forêt                                                                                |                                                                     |
| Ministère de l'Agriculture et de l'Alimentation                  | Métiers de la nature-jardin-paysage-forêt                                | Gestion des milieux naturels et de la faune                                          |                                                                     |
| Ministère de l'Agriculture et de l'Alimentation                  | Métiers des productions                                                  | Agroéquipement                                                                       | Agroéquipement                                                      |
| Ministère de l'Agriculture et de l'Alimentation                  | Métiers des productions                                                  | Conduite de productions horticoles (arbres, arbustes, fruits, fleurs, légumes)       |                                                                     |
| Ministère de l'Agriculture et de l'Alimentation                  | Métiers des productions                                                  | Conduite et gestion de l'entreprise agricole                                         |                                                                     |
| Ministère de l'Agriculture et de l'Alimentation                  | Métiers des productions                                                  | Conduite et gestion de l'entreprise hippique                                         |                                                                     |
| Ministère de l'Agriculture et de l'Alimentation                  | Métiers des productions                                                  | Conduite et gestion de l'entreprise vitivinicole                                     |                                                                     |
| Ministère de l'Agriculture et de l'Alimentation                  | Métiers des productions                                                  | Conduite et gestion d'une entreprise du secteur canin et félin                       |                                                                     |
| Ministère de l'Agriculture et de l'Alimentation                  | Métiers des productions                                                  | Productions aquacoles                                                                |                                                                     |
| Ministère de l'Agriculture et de l'Alimentation                  | Métiers du conseil vente                                                 | Technicien conseil-vente en alimentation                                             | Technicien conseil-vente en alimentation                            |
| Ministère de l'Agriculture et de l'Alimentation                  | Métiers du conseil vente                                                 | Technicien conseil-vente en animalerie                                               |                                                                     |
| Ministère de l'Agriculture et de l'Alimentation                  | Métiers du conseil vente                                                 | Technicien conseil-vente en univers jardinerie                                       |                                                                     |
| Ministère de l'Agriculture et de l'Alimentation                  | Hors familles de métiers                                                 | Services aux personnes et aux territoires                                            | Services aux personnes et aux territoires                           |
| Ministère de l'Agriculture et de l'Alimentation                  | Hors familles de métiers                                                 | Technicien en expérimentation animale                                                |                                                                     |
| Ministère de la Mer                                              | Métiers de la mer                                                        | Conduite et gestion des entreprises maritimes - commerce / plaisance professionnelle | Voile                                                               |
| Ministère de la Mer                                              | Métiers de la mer                                                        | Conduite et gestion des entreprises maritimes - commerce / plaisance professionnelle | Yacht                                                               |
| Ministère de la Mer                                              | Métiers de la mer                                                        | Conduite et gestion des entreprises maritimes - pêche                                |                                                                     |
| Ministère de la Mer                                              | Métiers de la mer                                                        | Électromécanicien marine                                                             |                                                                     |
| Ministère de la Mer                                              | Métiers de la mer                                                        | Polyvalent navigant pont / machine                                                   |                                                                     |
| Ministère de la Mer                                              | Hors familles de métiers                                                 | Culture marine                                                                       | Culture marine                                                      |